# Stödfartyg

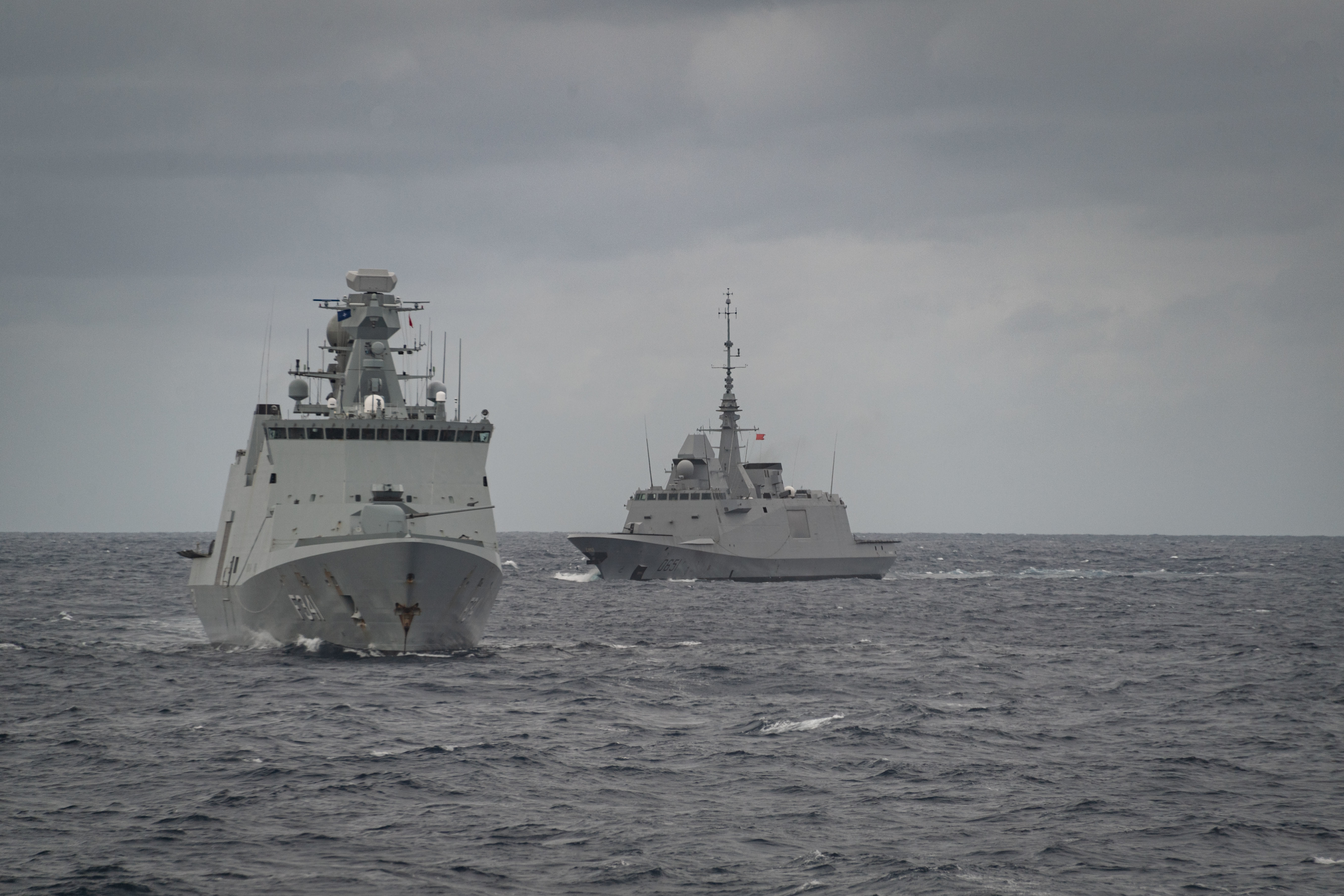
Ett stödfartyg av klassen Absalon i danska flottan.

Stödfartyg är ett fartyg inom en flotta som understödjer flottans större skepp som korvetter och fregatter. Det innebär att ett stödfartyg håller flera ton av mat, ammunition etc. Ett bra exempel på ett stödfartyg är fartyget HMS Trossö som är Svenska flottans stödfartyg. Stödfartyg är oftast bestyckade med kulsprutor och är inte stridskapabla. Ett stödfartyg åker då i konvoj med andra fartyg till sin destination.